# Ewelina Pietrowiak
Ewelina Pietrowiak-Zdebel (ur. 23 sierpnia 1977 w Poznaniu) – polska reżyser: teatralna, operowa, radiowa, telewizyjna, a także scenografka i autorka książek.

## Życiorys
Studiowała na Wydziale Architektury Politechniki Poznańskiej. W 2001 uzyskała tytuł zawodowy magistra inżyniera architekta. Po kolejnych studiach na Wydziale Reżyserii Akademii Teatralnej im. Aleksandra Zelwerowicza w Warszawie w 2009 r. została magistrem sztuki. Studiowała również podyplomowo na Uniwersytecie Muzycznym Fryderyka Chopina w Warszawie w zakresie wokalistyki solowej. W Szkole Filmowej w Łodzi w 2021 r. uzyskała stopień naukowy doktora sztuki w dziedzinie sztuki, w dyscyplinie sztuki filmowe i teatralne. W Akademii Muzycznej im. Grażyny i Kiejstuta Bacewiczów w Łodzi, jest wykładowczynią na Wydziale Sztuk Scenicznych.
Podczas studiów w Akademii Teatralnej wyreżyserowała monodram z Katarzyną Zielińską wg tekstu Ronalda Harwooda pt. Goście (na język polski przełożył Jerzy Przeździecki). Premiera odbyła się 6 maja 2005 r. w klubie Le Madame w Warszawie.
Była asystentką reżysera Mariusza Trelińskiego w Teatrze Wielkim – Operze Narodowej przy spektaklach Dama pikowa Piotra Czajkowskiego (2004) i Andrea Chenier Umberto Giordano (2005).
Jako reżyserka teatralna zadebiutowała w 2006 „Pokojówkami” Jeana Geneta w warszawskim Teatrze Ateneum. Reżyserowała w Laboratorium Dramatu. W teatrze operowym zadebiutowała w sezonie 2007/2008 realizacją Jutra Tadeusza Bairda w Operze Wrocławskiej. Wyreżyserowała musicale, między innymi w warszawskim Teatrze Syrena oraz w Teatrze Dramatycznym.
W latach 2011–2013 pracowała jako dyrektorka artystyczna w Tarnowskim Teatrze im. Ludwika Solskiego. Pierwsze przedstawienie z Eweliną Pietrowiak w tej roli, Trzy siostry Antoniego Czechowa, miało premierę 12 kwietnia 2012 r.. W „Solskim” przygotowała również m.in. Piękną Lucyndę Mariana Hemara (2013).
W 2015 r. dla Teatru Polskiego Radia, jako reżyser radiowa, przedstawiła sztukę Aleksandra Fredry Mąż i żona. W 2016 roku reżyserka zrealizowała Cabaret Johna Kandera w Teatrze Dramatycznym w Warszawie o Berlinie z początków XX wieku. W październiku 2016 r. przedstawiła klasyczną operę Carmen w uwspółcześnionym wydaniu w Operze na Zamku w Szczecinie. W 2021 r. zadebiutowała w Teatrze Telewizji realizacją pt. Kolumbowie. Piegowata pogoda.
Pracowała na terenie całego kraju, m.in. w teatrach we Wrocławiu, Gdańsku, Poznaniu, Zielonej Górze, Szczecinie. Do swoich spektakli projektuje scenografię.
Jej mężem jest śpiewak operowy Kamil Zdebel.

## Nagrody
- Nagroda im. Zbigniewa Krawczykowskiego przyznana przez Rektora Akademii Teatralnej w Warszawie za dobrze rokujący początek pracy zawodowej[10].
- 2007 Nagroda dla najlepszego scenografa 14. Międzynarodowych Toruńskich Spotkań Teatrów Lalek za scenografię przedstawienia Teatru Wierszalin w Supraślu pt. Wierszalin. Reportaż o końcu świata[24].
- 2010 nominowana do Paszportu Polityki w kategorii Muzyka Poważna za realizacje operowe[24][25].
- 2011 Nagroda indywidualna za reżyserię przedstawienia Kasta la vista wg Sébastien Thiéry’ego w Teatrze Ateneum w Warszawie podczas XV Ogólnopolskiego Festiwalu Komedii TALIA w Tarnowie[8][19].
- 2012 Nagroda dla reżysera w ramach Teatralnych Nagród Muzycznych im. Jana Kiepury[19].
- 2012 Nagroda Publiczności dla przedstawienia Kasta la vista z Teatru Ateneum w Warszawie podczas V Katowickiego Karnawału Komedii[19].
- 2013 Złota Róża TEMI – nagroda tygodnika TEMI „za wyprowadzenie tarnowskiej sceny na prostą po kilku latach marazmu i przyciągnięcie do teatru widzów”[19][9][26].

## Książki
- Zawsze nie ma nigdy: Jerzy Pilch w rozmowach z Eweliną Pietrowiak, Wydawnictwo Literackie, Kraków 2016 ISBN 978-83-08-06082-7.
- Inne ochoty: Jerzy Pilch w rozmowach z Eweliną Pietrowiak część 2, Wydawnictwo Literackie, Kraków 2017, ISBN 978-83-08-06396-5[24].